# Hildegard Ochse
Hildegard Ochse (Bad Salzuflen, 7 de diciembre de 1935–Berlín, 28 de junio de 1997) fue una fotógrafa alemana.

## Biografía
Hildegard Maria Helene Römer nació en Bad Salzuflen el 7 de diciembre de 1935, hija del profesor de idiomas Arthur Peter Maria Römer y de doctora en filosofía Emma Maria Krusemeyer. A la edad de 16 años dejó el pueblo burgués de Bad Salzuflen y viajó como becaria en el transatlántico SS United States a Nueva York y luego siguió a Rochester en el estado de Nueva York. En su equipaje estaba su primera cámara, un regalo de su padre a su hija cada vez más rebelde. Fue esta máquina fotográfica la que a partir de entonces documentó la vida de Hildegard como un diario. En Rochester, vivió con una familia de acogida cuyo padre, Ronald J. Gledhill, trabajó como químico en el departamento de desarrollo de Eastman Kodak. Durante este tiempo, Hildegard aprendió fundamentos importantes de la fotografía. Después de un año, Hildegard regresó a Alemania en la TN Andrea Doria, el barco de lujo italiano, con un diploma de secundaria. Aprobó su Bachillerato en 1955 y comenzó a estudiar lenguas románicas, francés, italiano, alemán e historia del arte en la Albert-Ludwigs-Universität de Brisgovia con el Dr. Hugo Friedrich y el Dr. Kurt Bauch. Durante sus estudios emprendió numerosos viajes de estudio a Suiza, Francia e Italia. En 1957 recibió una beca para ir a Aix-en-Provence, en Francia, ese mismo año quedó embarazada, y en marzo de 1958 se casó con el erudito en historia del romanticismo Horst Ochse. Tuvo que abandonar sus estudios y tuvo cuatro niños en los años siguientes. En 1973 la familia se mudó de Friburgo a Berlín Occidental, donde el matrimonio se acabó después de sólo tres años. Después de separarse definitivamente de su marido y un nuevo comienzo, se estableció como fotógrafa de autores a partir de 1980. A partir de 1987 aprendió hebreo y realizó estudios de judaísmo, visitó regularmente la sinagoga y emprendió numerosos viajes de estudio a Israel. En 1995, después de una larga enfermedad, se le diagnosticó leucemia y murió en Berlín en el verano de 1997 a la edad de 61 años. Fue enterrada en el cementerio estatal Heerstraße (Friedhof Heerstraße) en lo que hoy es el barrio de Berlín-Westend. El patrimonio artístico de Hildegard Ochse es cuidado por su hijo, el Curador Benjamin Ochse.

## Trabajo
Hildegard Ochse redescubrió su gran pasión e interés por la fotografía y el arte a principios de 1975. Aprendió de forma autodidacta y en cursos de fotografía en la Centro de Educación para Adultos (VHS) de Zehlendorf bajo la dirección de Hans Heinz Abel (DGPh), y más tarde en el Taller de Fotografiá de Berlín-Kreuzberg (Werkstatt für Photographie), fundado por Michael Schmidt en 1976. Allí asistió a cursos dirigidos por Ulrich Görlich y Wilmar Koenig, así como a talleres de fotógrafos estadounidenses como Lewis Baltz, John Gossage, Ralph Gibson y Larry Fink y el fotógrafo alemán André Gelpke. Hildegard creó imágenes para sí misma, siguiendo sólo su propio mandato interno, incluso cuando se le dio un mandato externo. Con sus fotografías nos transmite una nueva forma de ver y saber lo que pasa a nuestro alrededor. Unos pocos años después de su nuevo comienzo, una primera serie de sus fotografías fue comprada por la Berlínische Galerie, y otras más le siguieron. A partir de 1978 ella misma enseñó fotografía en la Landesbildstelle así como en la Universidad Pedagógica de Berlín. Desde 1980 se estableció como fotógrafa de autores independiente en Berlín. Recibió encargos, becas y exposiciones en el país y en el extranjero. Su última serie cerrada fue creada en Francia, en Normandía.

## Obra
Después de su prematura muerte en 1997, sus fotografías se presentaron en numerosas exposiciones, entre ellas en el Haus am Kleistpark, la Galeria Comunal de Berlín, en el Parlamento Estatal de Brandenburgo, la Galería de fotografías C/O Berlín en la Casa de Américas, el Monumento al Muro del Parlamento Federal y el Museo Estatal de Arte Moderno de Brandenburgo en Cottbus. Parte de sus imágenes se encuentran ahora en la colección de la Galería de Berlín del Museo Estatal, en la colección de arte del (Parlamento Alemán) Bundestag, en la Universidad de Parma, del Museo Estatal de Arte Moderno de Brandenburgo, y en numerosas colecciones privadas. Póstumamente, recibió en 2020, financiamiento de la fundación Kunstfonds (Fondos de Arte).
- 1979: Natur in der Stadt, Großstadtvegetation
- 1979: Venedig
- 1980: No Future – Café Mitropa
- 1980: Landschaften – Dänemark am Strand
- 1980–83: Winter in Berlín
- 1981: Großstadtkirchen
- 1982: Bosa
- 1983: Topographische Sequenzen der Stadt und ihre wechselnden Landschaften
- 1983: Gastland Bundesrepublik Deutschland
- 1983: Haus Marck – 7 Tage – 77 Fotografien
- 1983: Bomarzo
- 1984: Das Dorf
- 1985: Menschenbilder das fotografische Portrait
- 1986–87: Der Eid auf die Verfassung
- 1987: KPM – Königlich Preußische Porzellanmanufaktur
- 1989: Jerusalem – Die Ewige Stadt
- 1989: In Memoriam !
- 1989–90: Die Mauer – Metamorphose
- 1990: Wanderung durch Mark-Brandenburg
- 1990: Kinder
- 1991: Normandie

## Exposiciones
- 1978: Galerie Franz Mehring, exposición colectiva, Berlín, Alemania.
- 1979: Galerie Mutter Fourage, Berlín, Alemania.
- 1983: Galerie Fioretta d'arte, Spiegelungen, exposición colectiva, Padua, Italia.
- 1983: Galerie II Diaframma-Canon, Aspetti di Berlíno, exposición colectiva, Mailand, Italia
- 1984: HdK Berlín, Bilder einer Ausstellung, exhibición solista, Foyer des Theatersaals, Berlín, Alemania.
- 1985: Galleria fotografica comunale, Centro Culturale Pubblico Polivalente, exhibición solista, Ronchi dei Legionari bei Triest, Italia.
- 1987: Martin-Gropius-Bau, Berlín Stadtfotografie -  S-Bahn Sequenzen, Festspielgalerie 750 Jahre Berlín, Alemania. exposición colectiva, Berlín
- 1991: Galerie „Inselstraße 13“, Métamorphose, exposition de groupe, Berlín, Alemania.
- 1992: Heimatmuseum Wedding, Frauenzimmer – Frauenräume, exposition de groupe, Berlín, Alemania.
- 2004: Taranaki Art Gallery, Metamorphose, exhibición solista, New Plymouth, Nueva Zelanda.
- 2009: Haus der Brandenburgisch-Preußischen Geschichte, Dokumentation über Brandenburg, exposition de groupe,Potsdam, Alemania.
- 2009: Europäische Kommission Vertretung in Deutschland, Mauerfall 1989, exposición colectiva, Berlín, Alemania.
- 2009: Galerie im Kulturhaus Karlshorst, 20 Jahre Fall der Mauer, exposición colectiva, Berlín, Alemania.
- 2010: Cafe Club International, Ulysses im Zeitalter von facebook und twitter, exposición colectiva, Viena, Austria.
- 2012: Haus am Kleistpark, Hildegard Ochse (1935–1997) – Das Vermächtnis einer Autorenfotografin, exhibición solista, Berlín, Alemania.[11]
- 2013: Landtag Brandenburg, Wendezeit 1989–1991, exhibición solista, Potsdam, Alemania.[12]
- 2014: 18m Salon, BÜROZEIT u.a. Ansichten einer Autorenfotografin, exhibición solista, Berlín, Alemania.
- 2015: Kommunale Galerie Berlín, Zwischen eigener Sicht und authentischer Realität, exhibición solista, Berlín, Alemania.[13]
- 2016: C/O Berlín, Kreuzberg – Amerika : Werkstatt für Photographie 1976–1986, exposición colectiva, Berlín, Alemania.[14]
- 2017: Photoplatz c/o Rissmann, Anfang und Ende, exhibición solista, Berlín, Alemania.[15][16]
- 2018: Galerie Schwalenberg / Lippisches Landesmuseum, Starke Frauen in der Kunst – Künstlerinnen im Aufbruch zur Moderne, exposición colectiva, Schwalenberg, Alemania.[17]
- 2018: Galerie des Heidelberger Forum für Kunst, Begegnung mit der Wirklichkeit (Rencontre avec la réalité), exposición colectiva, Heidelberg, Alemania.[18]
- 2018: Reinbeckhallen, Geld – Wahn – Sinn, exposición colectiva, Berlín, Alemania.[19][20]
- 2019: Mauer-Mahnmal Deutscher Bundestag, Was geht – was bleibt, exposición colectiva, Berlín, Alemania.[21]
- 2020: Kunstmuseum Dieselkraftwerk Cottbus, 1990. Fotografische Positionen aus einem Jahr, über ein Jahr, exposición colectiva, Cottbus, Alemania.[22]
- 2020: Galerie im Tempelhof Museum: Wild & Ochse – Zoologische Ansichten, exposición colectiva, Berlín, Alemania.[23]
- 2020: Galerie Beate Brinkmann: Filicudi - Seestücke und Felsen, EMOP 2020, exhibición solista, Berlín, Alemania.[24]

## Literatura
- (en alemán) Manfred Plate (editor): Großstadtkirchen: Bilder der Gegenwart. Herderverlag, Friburgo, 1982.
- (en alemán) Frauenzimmer – Frauenräume. Bezirksamt Berlín-Wedding, 1982.
- (en alemán) Ulrich Eckhard (editor): 750 Jahre Berlín Stadt der Gegenwart, Ulstein, Berlín, 1987,  (ISBN 3-548-34380-5).
- (en alemán) Barbara Köppe, Fotografien 1988–1990, Hildegard Ochse, Metamorphosen 1990. Galerie Inselstrasse 13, Berlín, 1991.
- (en alemán) Wolfgang Farkas, Stefanie Seidl, Heiko Zwirner (editor): Nachtleben Berlín. 1974 bis Heute, Metrolit, Berlín, 2013, p. 34, (ISBN 978-3-8493-0304-4).
- (en inglés)Kathleen Urbanic (autor): Through Hildegard’s Lens : Newsletter from the Sisters of Saint Joseph, Rochester, 2015, p. 7.
- (en alemán) Florian Ebner, Felix Hoffmann, Inka Schube, (editor), Thomas Weski, Virginia Heckert (autor): Werkstatt für Photographie 1976–1986: C/O Berlín, Museum Folkwang Essen, Sprengel Museum Hannover, Ausstellungskatalog, Walther König Verlag, 2016, (ISBN 3-96098-042-6), pp. 69–73; 233.
- (en alemán) Jürgen Scheffler, Stefan Wiesekopsieker (editor) Benjamin Ochse (autor): Starke Frauen in der Kunst: Künstlerinnen im Aufbruch zur Moderne, Catalogue d'exposition, Verlag für Regionalgeschichte, 2018; (ISBN 373951079X), pp. 115–121.

## Artículos relacionados
- Fotografía callejera
- Fotografía social